# 九龍巴士2F線
九龍巴士2F線是香港九龍市區的一條日間巴士路線，來往慈雲山（北）及長沙灣，途經黃大仙、橫頭磡、九龍塘、石硤尾、深水埗等地區。
九龍巴士2P線是2F線的特別班次，由長沙灣單向往慈雲山（北），途經深水埗及黃大仙，依2F線駛至青山道後取道龍翔道，不經石硤尾、九龍塘及橫頭磡，只在星期一至五下午繁忙時間服務。

## 歷史
- 1968年3月30日：配合九龍山麓公路通車，本線開辦，當時來往竹園至長沙灣，通經大埔道及龍翔道。
- 1971年2月15日：路線改經石硤尾及南昌街。
- 1973年7月16日：路線延長至慈雲山（南）。
- 1974年8月5日：路線改經歌和老街及橫頭磡。
- 1997年4月28日：往慈雲山南方向改經欽州街及長沙灣道，以回應黃大仙區居民自6B線於1996年8月18日取消後，長沙灣道往黃大仙交通不便的投訴。
- 1999年2月5日：本線增派空調巴士行走。
- 2002年6月30日：本路線由慈雲山（南）延長至慈雲山（北）總站。
- 2009年2月1日：本線改為全空調服務。
- 2014年9月1日：增設特別班次於星期一至五07:50由慈雲山（北）單向前往長沙灣，依原有路線駛至德愛中學後，改經蒲崗村道、斧山道、彩虹道、龍翔道後返回南昌街原線[1][2][3]。
- 2014年12月22日：往慈雲山方向加停蒲崗村道蒲蘅里分站[4]。
- 2015年6月27日：增設到站時間預報。[5]
- 2023年3月6日：2P投入服務[6]。

## 服務時間及班次
| 慈雲山（北）開   | 慈雲山（北）開 | 慈雲山（北）開 | 長沙灣開         | 長沙灣開    | 長沙灣開     |
| 日期             | 服務時間       | 班次（分鐘）   | 日期             | 服務時間    | 班次（分鐘） |
| ---------------- | -------------- | -------------- | ---------------- | ----------- | ------------ |
| 星期一至五       | 05:35-06:35    | 20             | 星期一至五       | 06:20-07:40 | 20           |
| 星期一至五       | 06:50          | 06:50          | 星期一至五       | 07:55       | 07:55        |
| 星期一至五       | 07:01-07:56    | 11             | 星期一至五       | 08:15-14:15 | 20           |
| 星期一至五       | 07:56-08:20    | 12             | 星期一至五       | 14:15-17:15 | 15           |
| 星期一至五       | 08:20-09:20    | 15             | 星期一至五       | 17:15-17:40 | 12/13        |
| 星期一至五       | 09:20-21:20    | 20             | 星期一至五       | 17:40-21:25 | 15           |
| 星期一至五       | 21:20-23:00    | 25             | 星期一至五       | 21:25-22:25 | 20           |
| 星期一至五       | 23:30          | 23:30          | 星期一至五       | 22:25-23:15 | 25           |
|                  |                |                | 星期一至五       | 23:15-00:15 | 30           |
| 星期六           | 05:35-07:35    | 20             | 星期六           | 06:20-14:00 | 20           |
| 星期六           | 07:50          | 07:50          | 星期六           | 14:00-20:30 | 15           |
| 星期六           | 08:10-10:10    | 20             | 星期六           | 20:30-22:50 | 20           |
| 星期六           | 10:10-14:40    | 15             | 星期六           | 22:50-23:15 | 25           |
| 星期六           | 14:40-21:20    | 20             | 星期六           | 23:15-00:15 | 30           |
| 星期六           | 21:20-23:00    | 25             |                  |             |              |
| 星期六           | 23:30          |                |                  |             |              |
| 星期日及公眾假期 | 05:35-11:35    | 20             | 星期日及公眾假期 | 06:20-12:00 | 20           |
| 星期日及公眾假期 | 11:35-14:50    | 15             | 星期日及公眾假期 | 12:00-21:15 | 15           |
| 星期日及公眾假期 | 14:50-21:50    | 20             | 星期日及公眾假期 | 21:15-21:55 | 20           |
| 星期日及公眾假期 | 21:50-23:30    | 25             | 星期日及公眾假期 | 21:55-22:45 | 25           |
|                  |                |                | 星期日及公眾假期 | 22:45-00:15 | 30           |

2F特別班次（慈雲山（北）→長沙灣，經龍翔道特快）
- 星期一至五：07:50

2P
- 長沙灣開
  - 星期一至五：18:05

2F特別班次及2P星期六、日及公眾假期不設服務

## 收費
| 路線 | 全程 | 分段收費                       |
| ---- | ---- | ------------------------------ |
| 2F   | $6.7 | - 黃大仙站往慈雲山（北）：$5.1 |
| 2P   | $7.8 | - 黃大仙站往慈雲山（北）：$5.1 |

| - 本線設有12歲以下小童及65歲或以上長者半價優惠。 - 65歲或以上香港居民使用「樂悠咭」，以及12歲以下合資格殘疾兒童使用「殘疾人士身份」個人八達通繳付車資，均可享有每程$2.0或半價（以較低者為準）的票價優惠；12至64歲合資格殘疾人士使用「殘疾人士身份」個人八達通（包括「樂悠咭」），以及60至64歲香港居民使用「樂悠咭」繳付車資，均可享有每程$2.0或全費（以較低者為準）的票價優惠。 - 65歲或以上長者如使用長者或一般個人八達通繳付車資，則只可享有半價優惠；12至64歲合資格殘疾人士如不使用「殘疾人士身份」個人八達通，以及60至64歲人士如不使用「樂悠咭」繳付車資，必須繳付全費。 - 乘客可以現金或八達通於上車時付款，不設找續。 - 每位成人乘客可免費攜帶最多兩名4歲以下而不佔座位的兒童乘客乘車，超額之4歲以下小童必須繳付小童車費乘車。 - 持有「九巴月票」之乘客在車票有效期內，每日可享最多10程任何九龍巴士及龍運巴士路線（包括本路線，以及聯營路線的九龍巴士／龍運巴士提供的班次；惟乘搭機場「A」及「NA」線則可享原價二七折優惠（不會計算每天10次合資格車程））；而B1線則每日可享最多各2程（不會計算每天10次合資格車程）。 - 九龍巴士、城巴、龍運巴士及陽光巴士全職員工及家屬（不包括外判職員）可免費乘搭本路線，惟必須拍職員或職員家屬八達通。 - 乘客亦可透過多元化電子支付系統（e度嘟）繳付車資，包括使用非接觸式VISA卡、JCB卡、萬事達卡、銀聯卡、美國運通、大來國際、Discover Card、Apple Pay、Google Pay、Samsung Pay、AlipayHK「易乘碼」、支付寶、WeChatHK／微信支付「搭車碼」、銀聯雲閃付「乘車碼」及BOC Pay「乘車碼」。乘客使用此付款方式，使用此支付方式的乘客可享有中途下車之分段收費，以及與其他九巴／龍運獨營路線或聯營線九巴／龍運班次之轉乘優惠，惟不適用於與非九巴／龍運路線之轉乘優惠，亦不能享有「公共交通費用補貼計劃」及「長者及合資格殘疾人士公共交通票價優惠計劃」。 |

### 八達通轉乘優惠
乘客登上首程巴士後150分鐘內以同一張八達通卡轉乘以下路線，次程可享$4.2車資折扣優惠：
2F←→214或新界巴士路線
- 2F → 38、40、42C、61X、62X、74A、75X、80、84M、89、89B、258D、259D、268C或(2)69C往新界方向；214、290(A/B/X)任何方向
- 38、40、42C、61X、62X、74A、75X、80(A/P)、84M、89、89B、258D/P/S、259D、268C或(2)69C九龍方向，214、290(A/X)任何方向 → 2F

本線↔61X/258D/259D可同時享用屯門公路轉車站轉乘優惠
本線↔69C/268C/269C可同時享用大欖隧道轉乘優惠
2F←→211
- 2F往慈雲山 → 211往翠竹花園
- 211往黃大仙 → 2F往長沙灣

## 使用車輛
現時2F線使用11輛Enviro500 MMC 12米（ATENU）及1輛富豪B9TL 12米（AVBWU）行走本線。
| 車隊編號 | 車牌   |
| -------- | ------ |
| ATENU12  | SA8730 |
| ATENU36  | SC6414 |
| ATENU37  | SC7496 |
| ATENU287 | ST5059 |
| ATENU288 | ST5234 |
| ATENU290 | ST5670 |
| ATENU324 | SW5910 |
| ATENU436 | TE8163 |
| ATENU465 | TG1908 |
| ATENU498 | TJ6810 |
| ATENU654 | TP1365 |
| AVBWU254 | RJ2899 |

2P線由3C線抽調1輛巴士行走。

## 行車路線
2F/2P
慈雲山（北）開經：慈雲山道、毓華街、雲華街、崇華街、雙鳳街、鳳德道、蒲崗村道、斧山道、彩虹道、龍翔道、鳳舞街、富美街、竹園道、聯合道、窩打老道、歌和老街、南昌街、元州街、興華街、長沙灣道、長順街。
2F線特別班次不經斜體字之街道
長沙灣開經：長順街、大南西街、青山道、大埔道、龍悅道、欽州街、長沙灣道、南昌街、龍悅道、歌和老街、窩打老道、聯合道、竹園道、富美街、鳳舞街、龍翔道、大磡道、上元街、鳳德道、斧山道、蒲崗村道、毓華街及慈雲山道。
2P線不經斜體字之街道，改經粗體字之街道

### 沿線車站[7]
2F/2P
| 慈雲山（北）開 | 慈雲山（北）開               | 慈雲山（北）開       | 長沙灣開 | 長沙灣開                     | 長沙灣開             |
| 序號           | 車站名稱                     | 位置                 | 序號     | 車站名稱                     | 位置                 |
| -------------- | ---------------------------- | -------------------- | -------- | ---------------------------- | -------------------- |
| 1              | 慈雲山（北）巴士總站         | 慈雲山（北）巴士總站 | 1        | 長沙灣巴士總站               | 長沙灣巴士總站       |
| 2              | 慈愛苑愛富閣                 | 慈雲山道             | 2        | 光昌街                       | 青山道               |
| 3              | 慈正邨正康樓                 | 慈雲山道             | 3        | 昌華街                       | 青山道               |
| 4              | 德愛中學                     | 慈雲山道             | 4        | 永隆街                       | 青山道               |
| 5*             | 貫華里                       | 毓華街               | 5        | 東沙島街                     | 青山道               |
| 6*             | 慈樂邨樂滿樓                 | 毓華街               | 6        | 九江街                       | 青山道               |
| 7*             | 崇華街                       | 崇華街               | #        | 上李屋花園                   | 大埔道               |
| 8*             | 金鳳街休憩處                 | 雙鳳街               | 7*       | 福榮街                       | 欽州街               |
| 9*             | 美德樓                       | 鳳德道               | 8*       | 北河街                       | 長沙灣道             |
| #              | 保良局第一張永慶中學         | 蒲崗村道             | 9*       | 福華街                       | 南昌街               |
| #              | 鑽石山火葬場                 | 蒲崗村道             | 10*      | 石硤尾邨美盛樓               | 南昌街               |
| #              | 富山邨                       | 蒲崗村道             | 11*      | 白田邨瑞田樓                 | 南昌街               |
| #              | 斧山道運動場                 | 斧山道               | 12*      | 石硤尾消防局                 | 南昌街               |
| #              | 鑽石山站                     | 龍翔道               | 13*      | 則仁中心                     | 歌和老街             |
| 10             | 黃大仙轉車站－黃大仙廟（D2） | 龍翔道               | 14*      | 石硤尾公園                   | 歌和老街             |
| 11             | 摩士公園泳池                 | 龍翔道               | 15*      | 義德道                       | 歌和老街             |
| #              | 永光書院                     | 龍翔道               | 16*      | 金城道                       | 聯合道               |
| #              | 天馬苑                       | 龍翔道               | 17*      | 嘉強苑                       | 富美街               |
| #              | 豐力樓                       | 龍翔道               | 18*      | 橫頭磡邨宏照樓               | 富美街               |
| #              | 畢架山花園                   | 龍翔道               | #        | 豐力樓                       | 龍翔道               |
| 12*            | 橫頭磡邨宏業樓               | 富美街               | #        | 天馬苑                       | 龍翔道               |
| 13*            | 橫頭磡邨宏富樓               | 富美街               | 19       | 龍翔官立中學                 | 龍翔道               |
| 14*            | 香港浸會大學                 | 聯合道               | 20       | 黃大仙轉車站－黃大仙廟（B3） | 龍翔道               |
| 15*            | 根德道                       | 歌和老街             | 21       | 黃大仙轉車站－沙田坳道（A2） | 龍翔道               |
| 16*            | 石硤尾公園                   | 歌和老街             | #        | 荷里活廣場                   | 上元街               |
| 17*            | 則仁中心                     | 歌和老街             | #        | 志蓮淨苑                     | 鳳德道               |
| #              | 澤安邨                       | 南昌街               | #        | 真鐸學校                     | 斧山道               |
| 18             | 石硤尾消防局                 | 南昌街               | #        | 宏景花園                     | 蒲崗村道             |
| 19             | 白田邨瑞田樓                 | 南昌街               | #        | 蒲崗村道學校村               | 蒲崗村道             |
| 20             | 黃棣珊紀念中學               | 南昌街               | 22*      | 富祐大廈                     | 蒲崗村道             |
| 21             | 石硤尾商場                   | 南昌街               | 23*      | 蒲慈里                       | 蒲崗村道             |
| 22             | 深水埗郵政局                 | 元州街               | 24*      | 蒲蘅里                       | 蒲崗村道             |
| 23             | 營盤街                       | 元州街               | 25*      | 慈雲山（南）                 | 慈雲山（南）巴士總站 |
| 24             | 永隆街                       | 元州街               | #        | 德愛中學                     | 慈雲山道             |
| 25             | 元州商場                     | 元州街               | 26       | 慈民邨                       | 慈雲山道             |
| 26             | 長沙灣徑                     | 長沙灣道             | 27       | 慈雲山邨中央遊樂場           | 慈雲山道             |
| 27             | 長荔街                       | 長沙灣道             | 28       | 慈愛苑愛富閣                 | 慈雲山道             |
| 28             | 長沙灣巴士總站               | 長沙灣巴士總站       | 29       | 慈雲山（北）巴士總站         | 慈雲山（北）巴士總站 |

- 2F特別班次及2P不停有 * 號的車站,改有#號的車站。

## 客量
2F線為慈雲山來往深水埗的主要公共交通服務，客量一直不俗。但九巴曾在2010年至2013年間連續四年削減此路線的班次，使班次嚴重不穩。雖然九巴在時間表列出的班次為11-12分鐘一班，但實際等候時間較表列班次超出一倍以上。不少市民炮轟巴士公司未有改善脫班問題，更有市民投訴需要等候35至40分鐘才有車。。近年九巴開辧214線，由於此路線黃大仙至長沙灣的車程較2F線快，因此2F線於黃大仙的客量被214線奪取。
另外，此路線在龍翔道設站，成功疏導九龍區專線小巴37M線的龐大客流，繁忙時間由黃大仙返回慈雲山一段也能客滿。但此路線車資較高，有區議員建議調低分段收費，以及增設循環線來往慈雲山至黃大仙站，冀能減輕專綫小巴負荷。最終此路線與九龍巴士3C線一同於2017年7月1日起調低黃大仙站至慈雲山之分段收費至$4.3，回應了區議會的訴求。

## 其他資訊

### 首代2F線
首代2F線於1961年12月16日開辦，來往深水埗碼頭至大窩坪，但於六七暴動時取消。

### 英文字母F
本路線是香港各條專利巴士路線中，6條以F字尾的巴士路線之一（另5條分別是九龍巴士6F線、九龍巴士68F線、九龍巴士73F線、九龍巴士74F線及九龍巴士298F線）。

## 更多
關於本線的愛好者資料，如車牌資料、主觀性客量描述，請查閲 香港巴士大典上的相关条目：九巴2F線。

## 外部連結
- 九巴2F線官方網站路線資料 （页面存档备份，存于）
- 2F路線介紹 （页面存档备份，存于）
- i-busnet.com--九巴2B號路線KMB Rt. 2F （页面存档备份，存于）